# Solentsundet

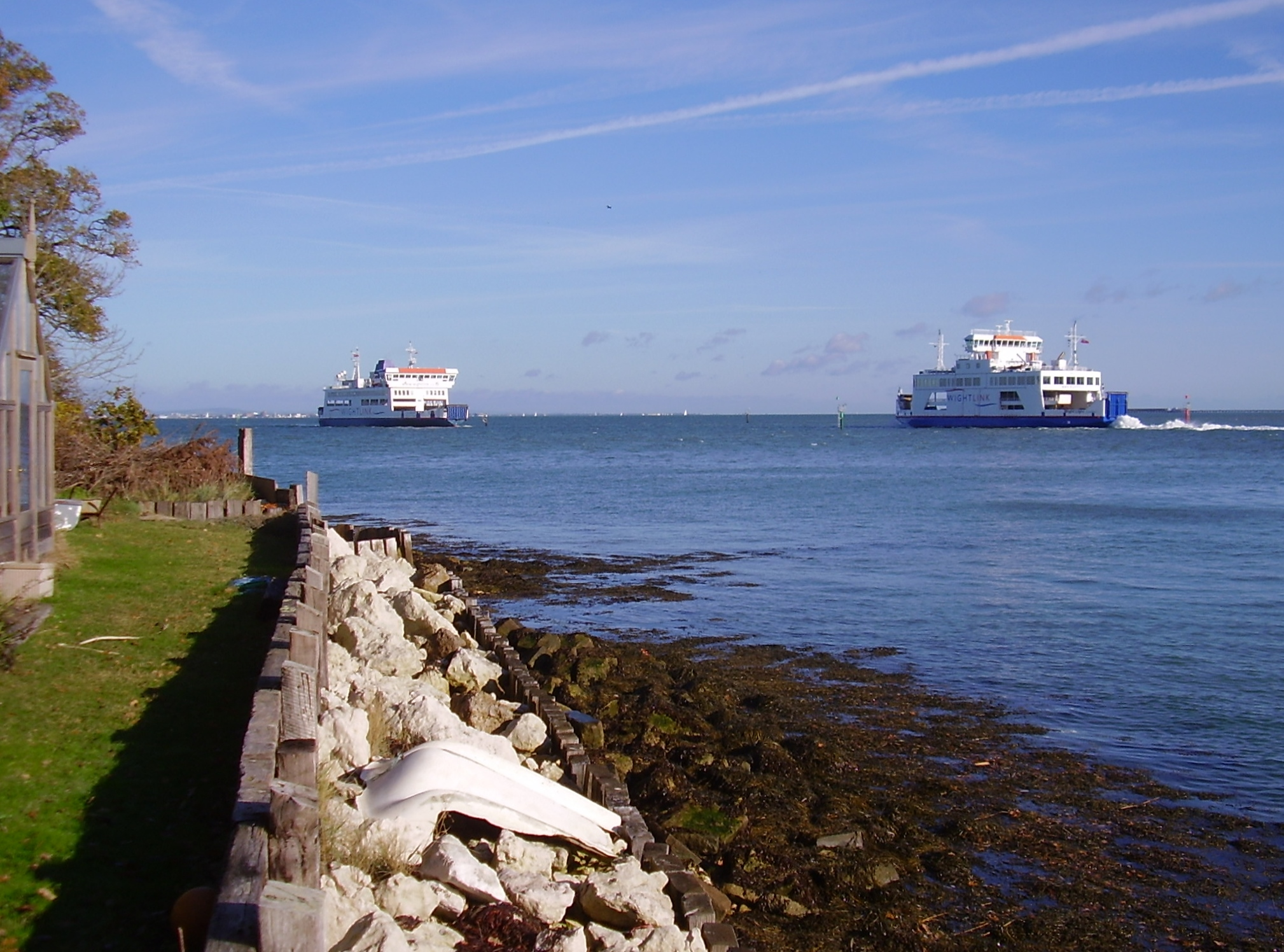
Solent från Wootton, Isle of Wight. Färjor från rederiet Wightlink trafikerar sundet.

Solentsundet (engelska: the Solent) är ett sund i Storbritannien. Det skiljer ön Isle of Wight från det brittiska fastlandet. Sundet är livligt trafikerat av sjöfart, såväl militär som civil och ett populärt rekreationsområde. I den norra delen av Solentsundet ligger den betydande hamnstaden och flottbasen Portsmouth. I sundet genomför den brittiska marinen sin flottrevy för den brittiska monarken. 1545 utkämpades ett sjöslag mellan engelska och franska styrkor i Solentsundet, strax utanför Portsmouth. Under slaget kantrade och sjönk Henrik VIII:s flaggskepp Mary Rose. Det återupptäcktes på 1970-talet och bärgades 1982.